# كوكا (شيغا)
مدينة كوكا (بالإنجليزية: Kōka) هي أحد المدن التابعة لمحافظة شيغا. تأسست رسميًا في 01/10/2004. ويقدر عدد سكانها بـ 94007 نسمة حسب تقدير مكتب الإحصاء الياباني لعام 2012. تبلغ مساحة كوكا 481.69 كم2. بكثافة سكانية تبلغ 195 نسمة/كم2.

## توأمة
لكوكا (شيغا) اتفاقيات توأمة مع:
- إيشيون

## أعلام
- ماسامي إيهارا
- نوبوهيرو أوينو
- ماسايا أوكيغاوا